# Vanna Lupa
Vanna Lupa è un'opera di Ildebrando Pizzetti su libretto proprio. Fu rappresentata per la prima volta al Teatro Comunale di Firenze il 4 maggio 1949, nell'ambito della dodicesima edizione del Maggio Musicale Fiorentino.
Nella recensione alla première del 1949, Andrea Della Corte notava che una delle migliori caratteristiche della opere di Pizzetti è «il concepimento della persona nelle relazioni sociali», cosicché il centro drammatico dei suoi lavori si trova nell'anima di alcuni personaggi. In Vanna Lupa il personaggio più emblematico è la protagonista, il cui ruolo emerge soprattutto nel secondo e terzo atto, caratterizzato dal contrasto tra l'ambizione di potere e la tenerezza materna verso Vieri. Della Corte giudicò Vanna Lupa, in cui la declamazione lirica «domina più che nelle precedenti come linguaggio dei personaggi», migliore di altri lavori, come Orseolo e L'oro, per emotività e vivacità.

## Interpreti della prima rappresentazione
| Personaggio   | Interprete               |
| ------------- | ------------------------ |
| Vanna         | Gianna Pederzini         |
| Vieri         | Antonio Annaloro         |
| Lapo          | Gino Orlandini           |
| Salvestra     | Mafalda Masini           |
| Ririna        | Elena Rizzieri           |
| Jacopa        | Giannella Elena Borrelli |
| Nella         | Josette Di Sorco         |
| Fiora         | Ivana Ceccherini         |
| Nera          | Loretta Di Lelio         |
| Tessa         | Lucia Danieli            |
| Piccio Nello  | Mariano Caruso           |
| Zanobi Gianni | Ernesto Salvi            |
| Simone        | Mario Frosini            |
| Duccio        | Saturno Meletti          |
| Notaio        | Duilio Baronti           |
| Cilia         | Giuseppina Sani          |
| Il Pecora     | Armando Dadò             |
| Baroccio      | Mario Petri              |
| Bindo         | Silvio Maionica          |
| Piero         | Lido Pettini             |

Direttore: Ildebrando Pizzetti.

Scenografo: Pietro Annigoni.

Regista: Ildebrando Pizzetti e Giovacchino Forzano.

## Trama
La vicenda ha luogo a Firenze, nella seconda metà del XIV secolo, durante il periodo di instabilità politica che precedette il tumulto dei Ciompi.

### Atto I
Si sta festeggiando il fidanzamento tra Ririna Velluti e Vieri dei Ricci, figlio di Vanna, detta Lupa per la smodata ambizione di potere. La festa viene interrotta per lo scoppio di una rivolta, uno dei capi della quale è lo stesso Vieri, desideroso di riportare concordia e libertà nella Firenze sotto dominazione straniera. Poco dopo giunge la notizia che Vieri è stato arrestato.

### Atto II
Vieri viene liberato in cambio del fatto che Vanna, grazie alle confidenze di Ririna, è riuscita a rivelare i nomi di molti rivoltosi. Vieri, irritato per quello che considera un tradimento, si scontra con la madre. Quindi riparte per un incontro con i suoi compagni in vista di una nuova sollevazione, non prima di avere consegnato un anello a Ririna dichiarandola sua sposa.

### Atto III
Vanna stessa è a capo di una fazione ghibellina che cerca di impossessarsi del potere, e tra i compagni di Vieri serpeggiano sospetti e malcontento.  Ririna viene presa in ostaggio dal governo cittadino, per indurre Vieri a far cessare la rivolta. Vanna giunge per annunciare la liberazione di Ririna, ma Vieri viene colpito mortalmente da una freccia scoccata da un suo compagno che gli si è ribellato, il Pecora. Il corpo di Vieri viene portato via e poco dopo, affranta, anche Vanna spira.